# Fluoren
Fluoren – organiczny związek chemiczny, węglowodór aromatyczny, trójcykliczny.

## Otrzymywanie
Fluoren powstaje podczas ogrzewania i spalania materiału organicznego przy niedoborze tlenu. Wydobywa się go z smoły pogazowej. Fluoren powstaje tak jak i wiele innych aromatycznych policykli podczas spalania benzyny oraz olejów napędowych.

## Zastosowanie
Fluoren stosuje się do produkcji farb, tworzyw sztucznych oraz pestycydów. Polifluoren jest szeroko rozpowszechniony jako luminofor w polimerowych wyświetlaczach OLED. Fluoren i kilka jego pochodnych działają jako mitogeny, tzn. stymulują podział komórek. Ta właściwość tłumaczy zastosowanie fluorenu i kwasów fluorenokarboksylowych jako środków stymulujących wzrost roślin. W medycynie stosuje się nietoksyczne pochodne fluorenu (np. fluorenon) jako leki wzmagające wzrost tkanek po transplantacji.